# Fenghua
Fenghua is een stadsarrondissement in de stadsprefectuur Ningbo in de Chinese provincie Zhejiang. Fenghua heeft 480.000 inwoners en is beroemd, doordat Xikou, de geboorteplaats van Chiang Kai-shek, oud/president van Republiek China zich in Fenghua bevindt. 

## Administratieve verdeling
Fenghua heeft vijf subdistricten en zes grote gemeentes.
Subdistricten:
- Jinping (锦屏街道)
- Yuelin (岳林街道)
- Jiangkou (江口街道)
- Xiwu (西坞街道)
- Xiaowangmiao (萧王庙街道)

Grote gemeentes:
- Xikou (溪口镇)
- Chunhu (莼湖镇)
- Shangtian (尚田镇)
- Dayan (大堰镇)
- Qiucun (裘村镇)
- Song'ao (松岙镇)

## Toerisme
Fenghua trekt een groot aantal bezoekers doordat het vroeger bewoond werd door de beroemde familie Chiang. Hun oude huis staat er nog steeds. Behalve dit, kunnen toeristen ook de grote Xuedoutempel (雪竇寺) bezoeken. Het was vroeger een van de tien grootste Chan boeddhistische kloosters. Helaas werd deze verwoest tijdens de Culturele Revolutie. Zoals in vele andere plaatsen, werden ook hier door citangs en Chinese tempels beschadigd.
De gebouwen van culturele waarden werden met geld van de Fenhua´se overheid herbouwd of gerenoveerd.

## Geboren
- Chiang Kai-shek (1887-1975), premier en president van de Republiek China